# 楊繼夔
楊繼夔（1560年7月16日—1595年），號鳴虞。四川順慶府廣安州人。明朝政治人物。

## 生平
萬曆十年（1582年）壬午科四川鄉試第六十五名舉人。萬曆十七年（1607年）己丑科三甲第206名進士，觀吏部政。萬曆十八年（1608年）庚寅六月授行人司行人，仕至貴州道監察御史。正色立朝，有避驄御史之目。萬曆二十三年（1595年）卒。

## 家族
曾祖楊相，祖楊一鈞，父楊雍，貢士；孫楊起勛娶萬曆十四年丙戌科進士王德完孫女。